# Fontaine du jardin Villemin
La fontaine du jardin Villemin est une fontaine publique en fonte de fer qui se trouve dans le jardin Villemin (10e arrondissement de Paris).

## Historique
Cette fontaine (ou ces fontaines) était originellement située dans la rue du Faubourg-Saint-Martin. Elle avait été commandée à la suite d'une souscription des habitants désirant des points d'eau. Réalisée par le sculpteur Marie Auguste Martin, elle a été fondue aux fonderies du Val d'Osne et installée en 1846. Elle a été démontée en 1876, à la suite du réaménagement de la rue et réinstallée à son emplacement actuel dans le jardin de l'hôpital militaire Villemin à la fin des années 1970, lequel occupait les bâtiments de l'ancien couvent des Récollets. Ce jardin est devenu en 1977 le jardin public Villemin.
Cette fontaine en îlot isolé de taille humaine, une des premières en fonte de fer au XIXe siècle à Paris, peut être considérée comme un précurseur des fontaines Wallace. Elle est propriété de la Ville de Paris et est inscrite monument historique en 1970.
Ce modèle de fontaine a été produit à plusieurs exemplaires similaires ou présentant de petites modifications de détail, produite en série, il en existe deux exemplaires à Orléans et on en retrouverait une à Rio de Janeiro et une autre à Porto.

## Description
Traitée dans un style néo-baroque, la fontaine est constituée de deux tritons soutenant une vasque où se tient un enfant, le bras levé et accompagné de dauphins stylisés. Entre les deux tritons, à l'avant et à l'arrière de la fontaine, apparaît une tortue au-dessus de laquelle sont gravées les signatures du sculpteur et de la fonderie. Le tout repose sur un socle rectangulaire orné des armes de la Ville de Paris. On trouve sur chacune des faces un mascaron chimérique, tenant autant du félin que du monde végétal, versant de l'eau commandée par un bouton d'appel.

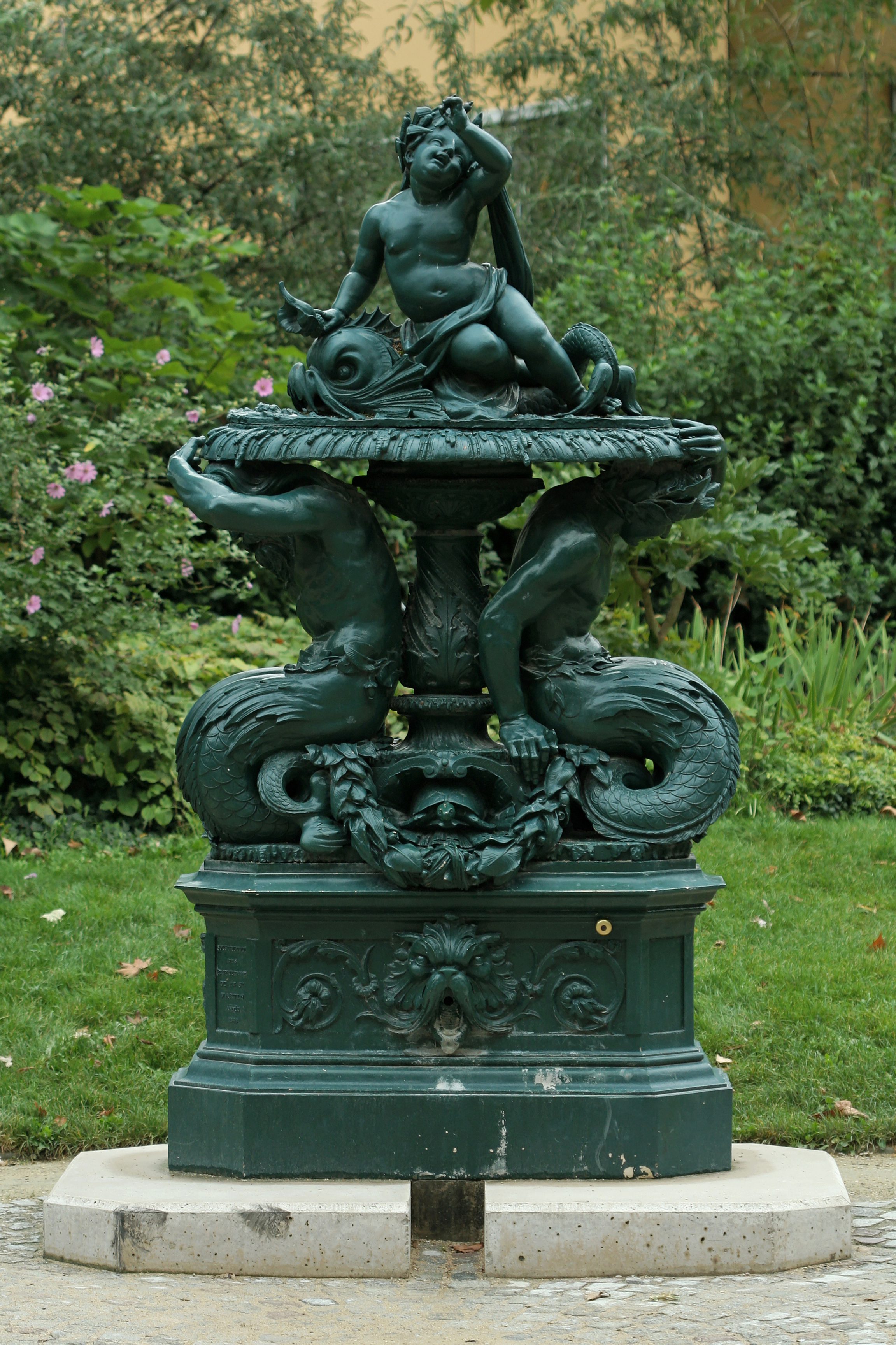
Vue de face
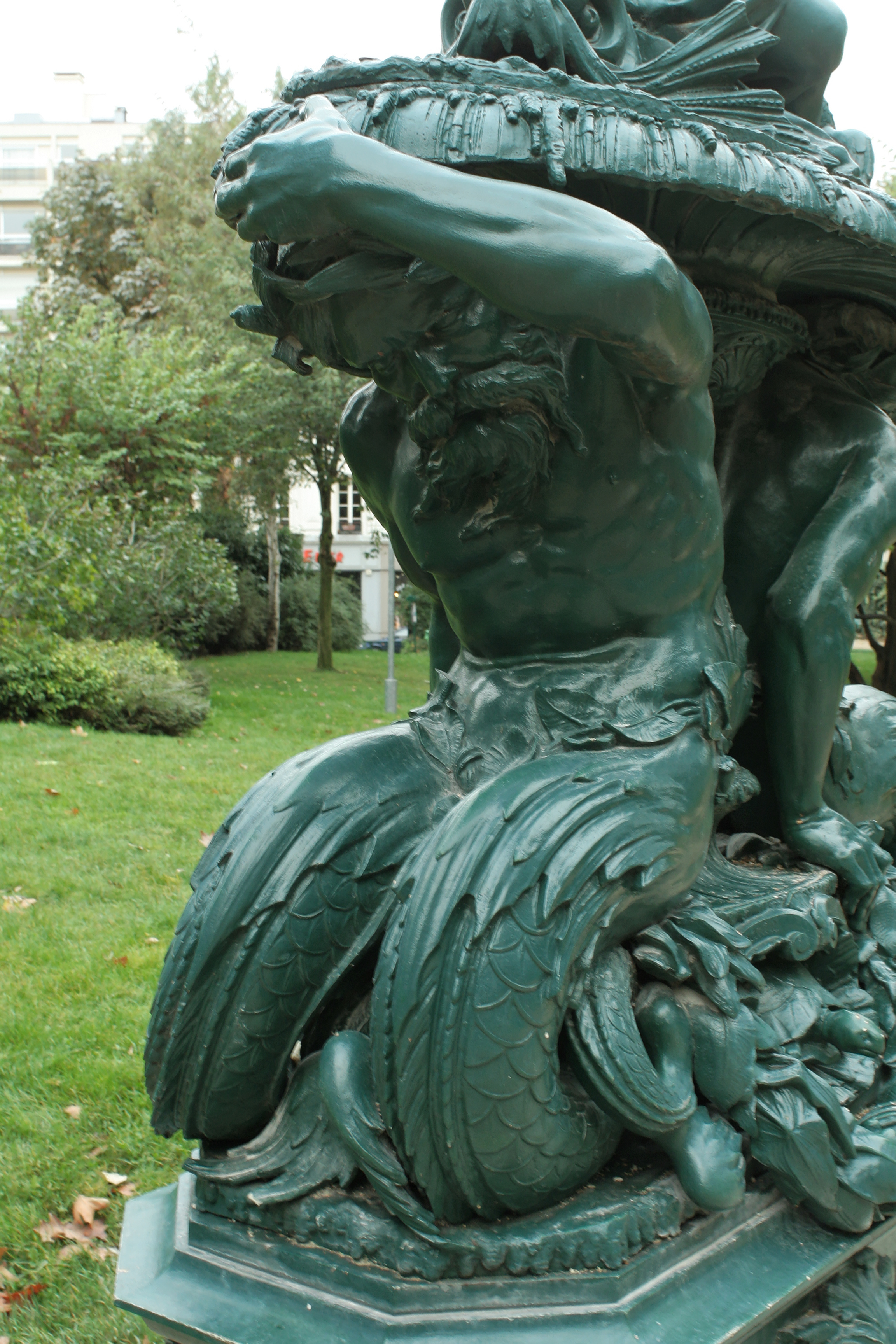
Vieux triton
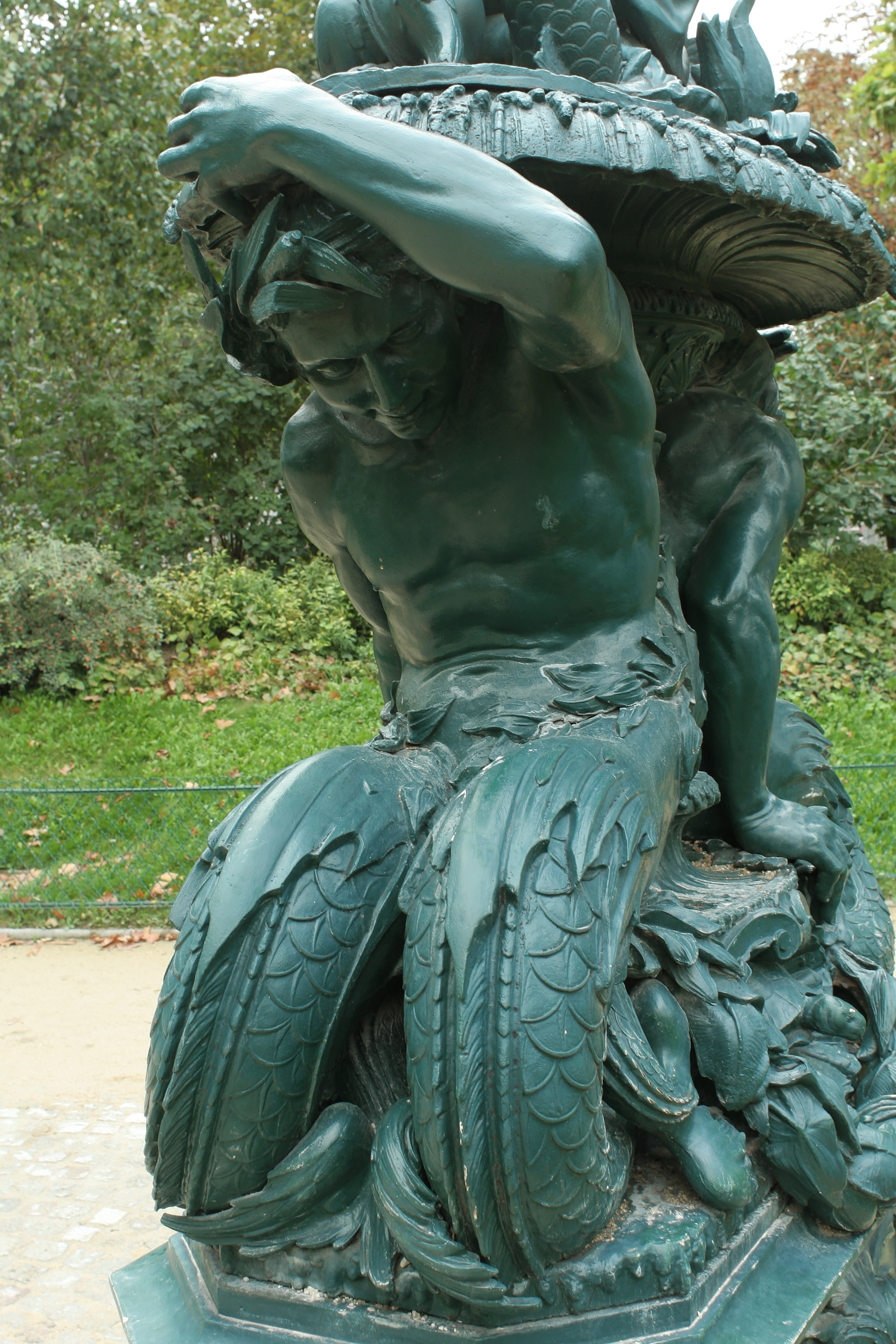
Jeune triton
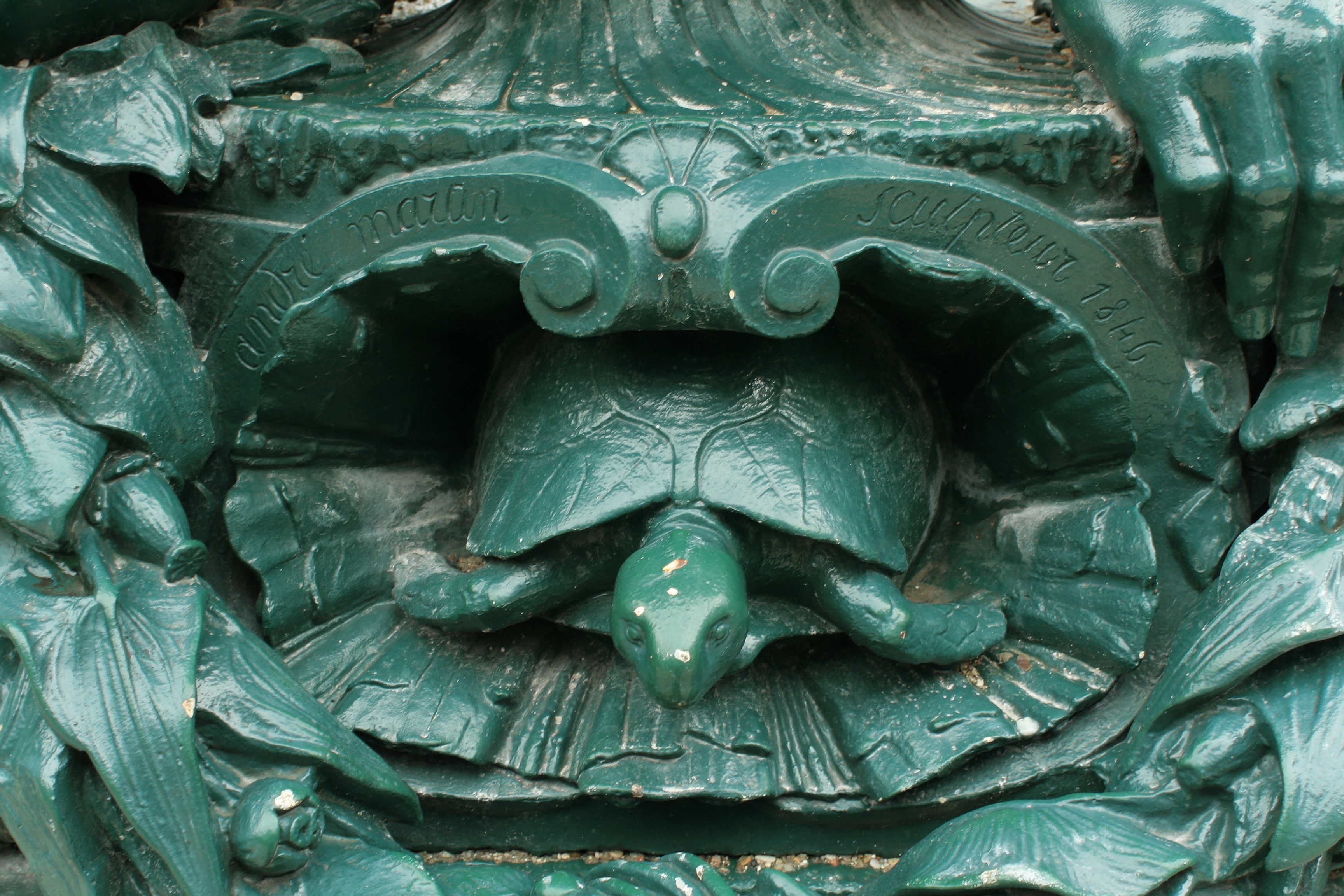
Signature de la fontaine : « André Martin sculpteur 1846 »
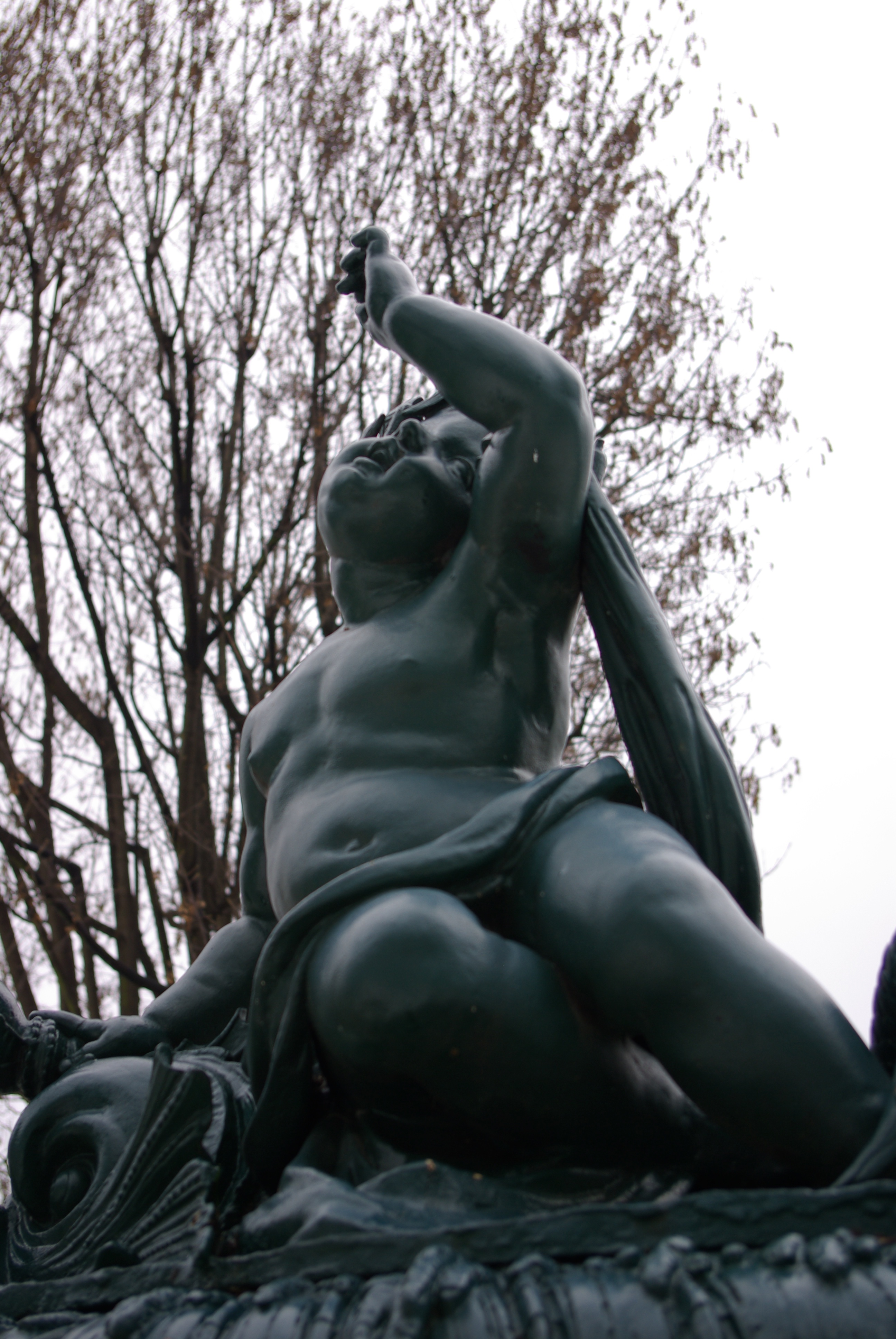
Enfant appuyé sur un dauphin
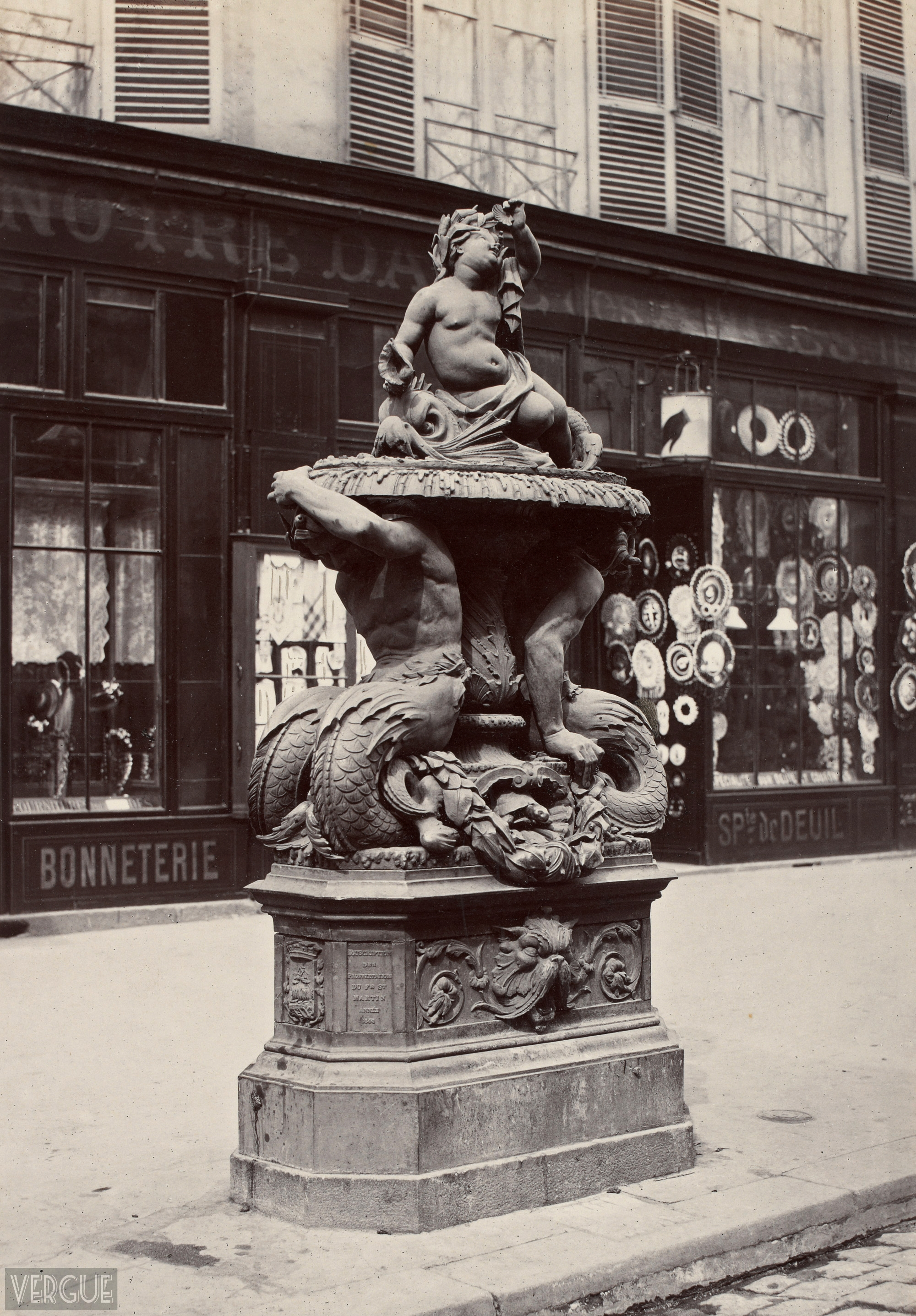
Le modèle au dauphin en place vers 1875, photo de Charles Marville.
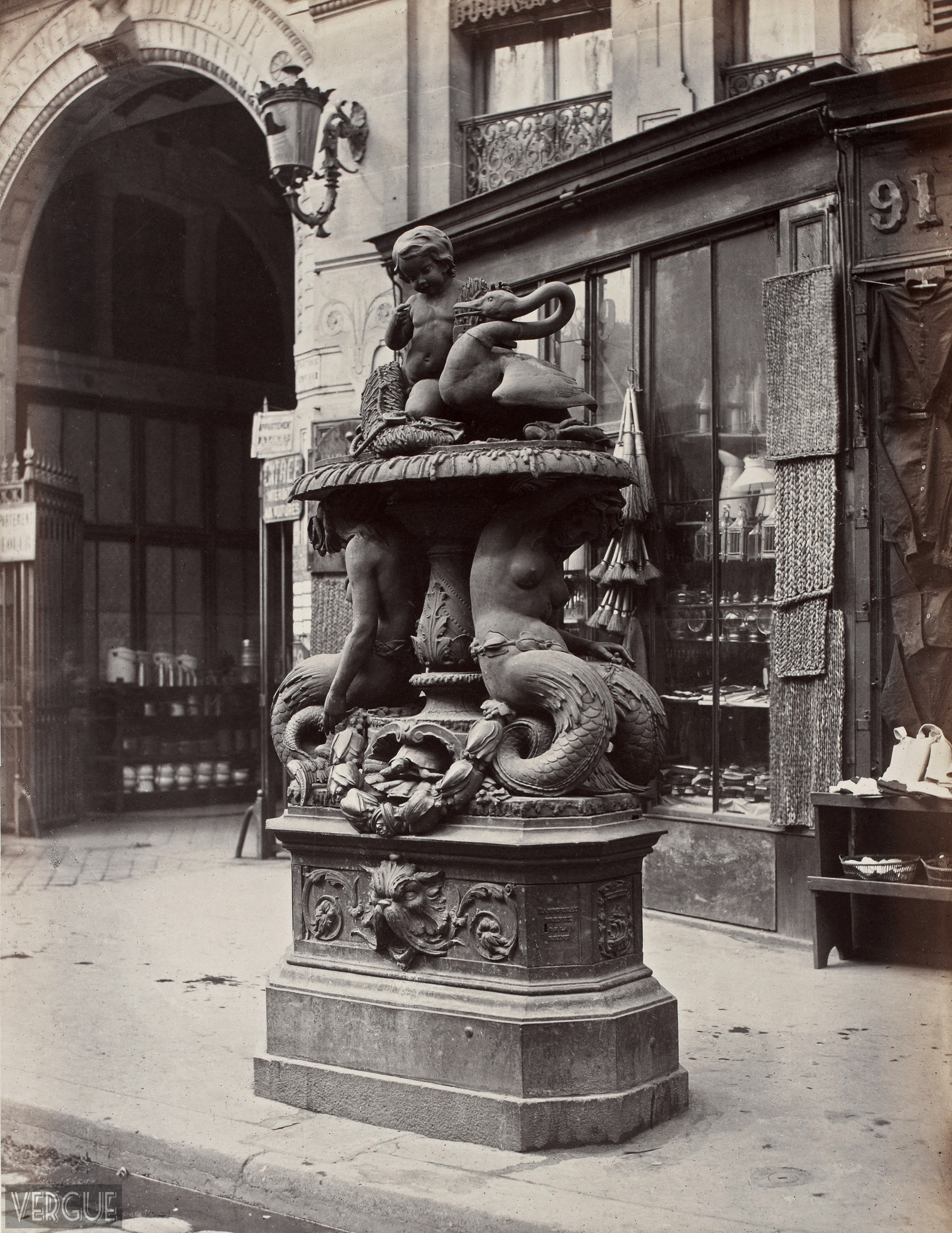
Le modèle au cygne en place vers 1875, photo de Charles Marville.
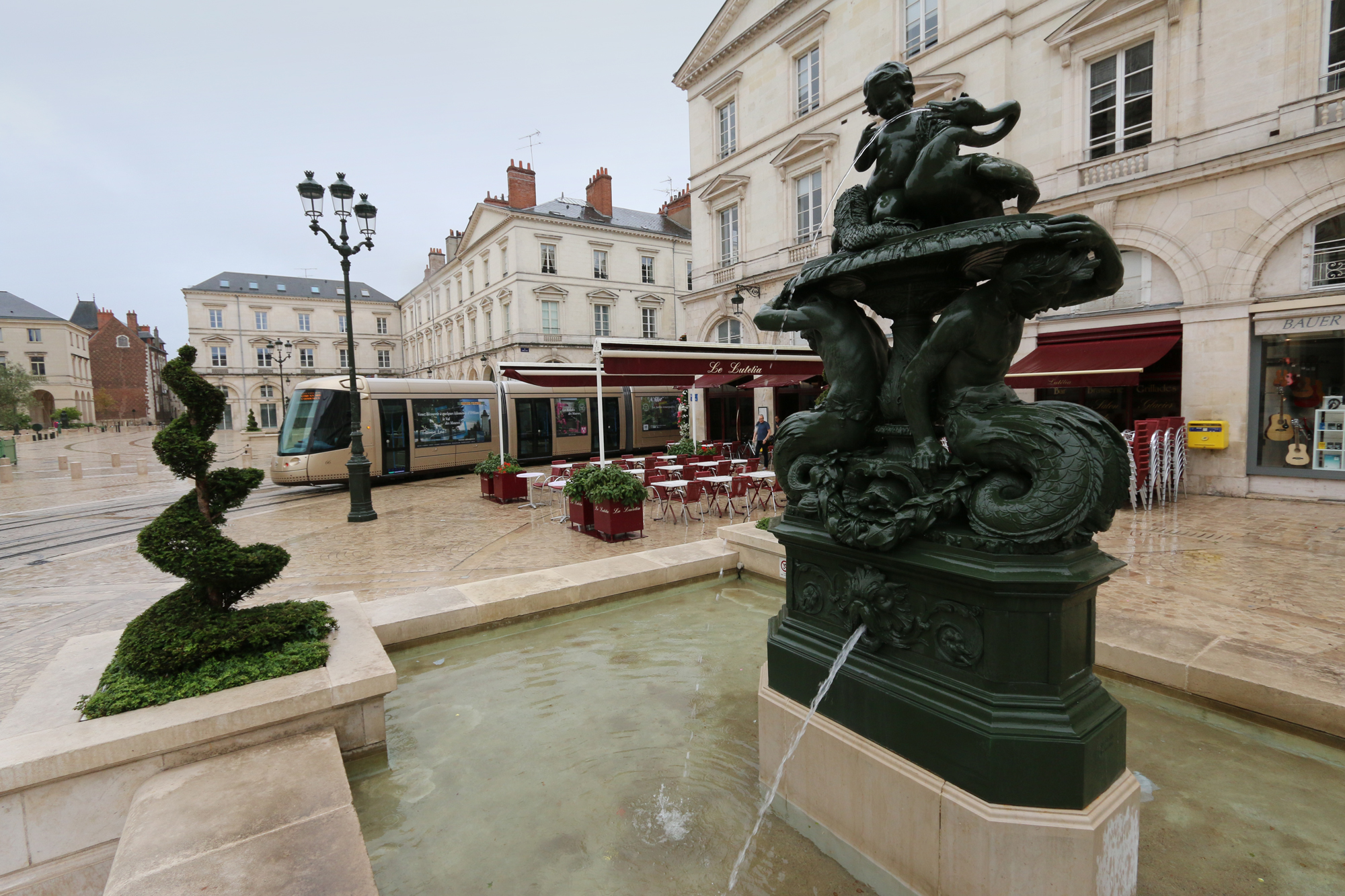
Orléans, fontaine de la place Sainte-Croix.
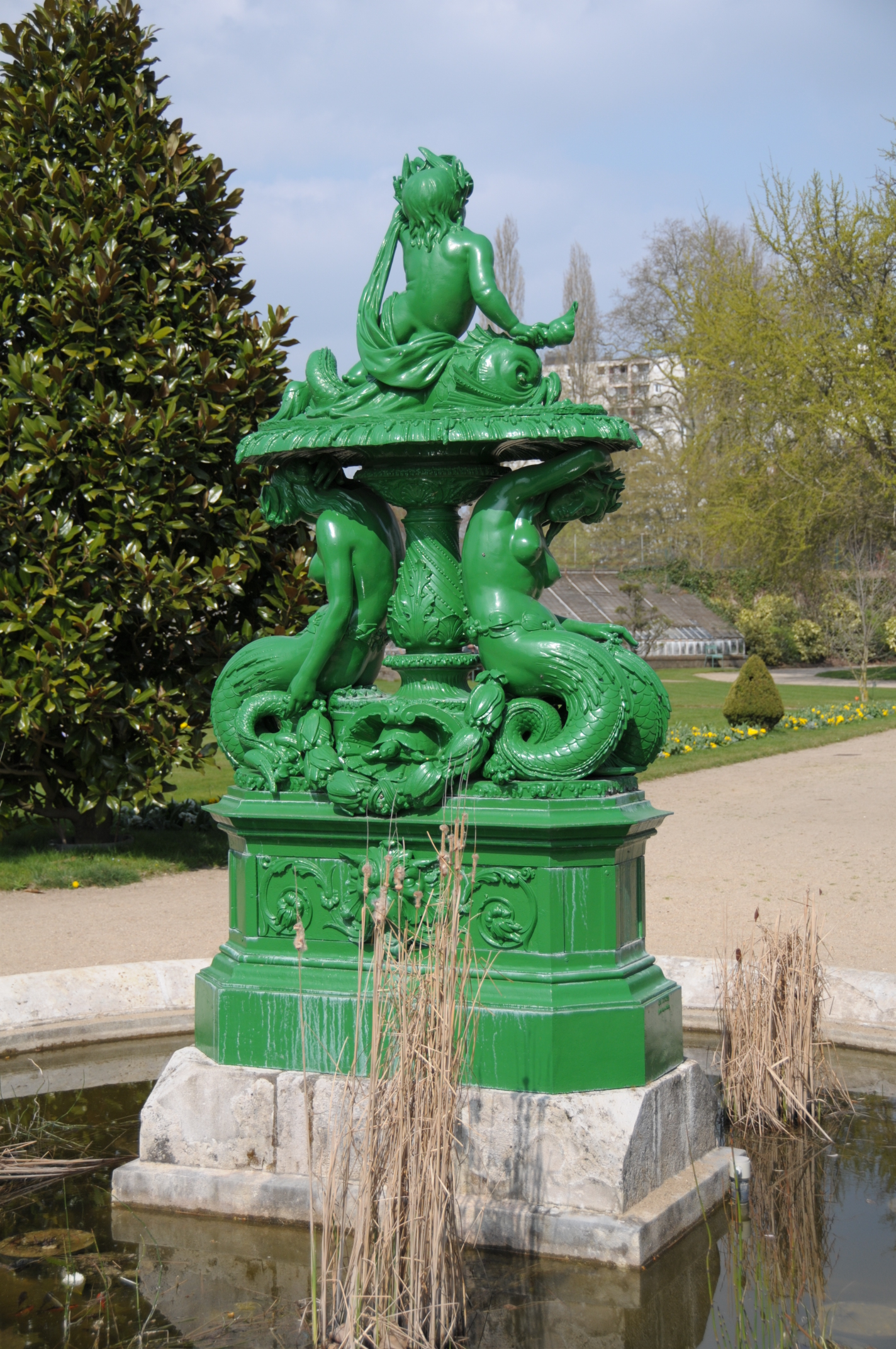
Orléans, fontaine au jardin des plantes.